# IXe législature des Cortes de Castille-et-León
La IXe législature des Cortes de Castille-et-León est un cycle parlementaire des Cortes de Castille-et-León, d'une durée de quatre ans, ouvert le 16 juin 2015, à la suite des élections du 24 mai 2015, et clos le 2 avril 2019.

## Bureau

### Composition initiale
| Poste                    | Titulaire       | Parti | Parti | Circonscription |
| ------------------------ | --------------- | ----- | ----- | --------------- |
| Présidente               | Silvia Clemente |       | PP    | Ségovie         |
| Premier vice-président   | Ramiro Ruiz     |       | PP    | Valladolid      |
| Deuxième vice-présidente | Ana Sánchez     |       | PSOE  | Zamora          |
| Premier secrétaire       | Óscar Reguera   |       | PP    | Zamora          |
| Second secrétaire        | Óscar Álvarez   |       | PSOE  | León            |

### Réforme du27 novembre 2015
| Poste                    | Titulaire                 | Parti  | Parti   | Circonscription |
| ------------------------ | ------------------------- | ------ | ------- | --------------- |
| Présidente               | Silvia Clemente           |        | PP      | Ségovie         |
| Présidente               | Ángel Ibáñez (12.03.2019) | Burgos | PP      |                 |
| Premier vice-président   | Ramiro Ruiz               |        | PP      | Valladolid      |
| Deuxième vice-présidente | Ana Sánchez               |        | PSOE    | Zamora          |
| Premier secrétaire       | Óscar Reguera             |        | PP      | Zamora          |
| Deuxième secrétaire      | Carlos Chávez             |        | Podemos | Valladolid      |
| Troisième secrétaire     | Belén Rosado              |        | Cs      | Ávila           |

## Groupes parlementaires
| Nom | Nom               | Début | Fin | Porte-parole                |
| --- | ----------------- | ----- | --- | --------------------------- |
|     | Groupe populaire  | 42    | 42  | Juan José Sanz Vitorio      |
|     | Groupe socialiste | 25    | 25  | Luis Tudanca                |
|     | Groupe Podemos    | 10    | 10  | Juan Pablo Fernández Santos |
|     | Groupe Ciudadanos | 5     | 5   | Luis Fuentes Rodríguez      |
|     | Groupe mixte      | 2     | 2   | Poste tournant              |

## Commissions parlementaires
| Commission                                                    | Président                       | Parti | Parti | Circonscription |
| ------------------------------------------------------------- | ------------------------------- | ----- | ----- | --------------- |
| Commissions permanentes législatives                          |                                 |       |       |                 |
| Commission de l'Agriculture et de l'Élevage                   | Francisco Julián Ramos Manzano  | PP    |       | Salamanque      |
| Commission de la Culture et du Tourisme                       | María Victoria Moreno Saugar    | PP    |       | Ávila           |
| Commission de l'Économie et des Finances                      | Irene Cortés Calvo              | PP    |       | Burgos          |
| Commission de l'Éducation                                     | Jesús Alonso Romero             | PP    |       | Soria           |
| Commission de l'Emploi                                        | Fernando Pablos Romo            | PSOE  |       | Salamanque      |
| Commission du Statut                                          | José Manuel Fernández Santiago  | PP    |       | Ávila           |
| Commission de la Famille et de l'Égalité des chances          | María Ángeles García Herrero    | PP    |       | Ségovie         |
| Commission de l'Équipement et de l'Environnement              | Manuel García Martínez          | PP    |       | León            |
| Commission de la Présidence                                   | Ana Rosa Sopeña Ballina         | PP    |       | León            |
| Commission de la Santé                                        | María Lourdes Villoria López    | PP    |       | Salamanque      |
| Commissions permanentes non-législatives                      |                                 |       |       |                 |
| Commission de l'Organisation, des Services et du Gouvernement | Ana Rosa Sopeña Ballina         | PP    |       | León            |
| Commission du Défenseur du peuple                             | José Manuel Otero Merayo        | PP    |       | León            |
| Commission des Députés                                        | María Concepción Miguélez Simón | PP    |       | Salamanque      |
| Commission du Règlement                                       | Silvia Clemente Municio         | PP    |       | Ségovie         |

## Gouvernement et opposition
Juan Vicente Herrera négocie le soutien de Ciudadanos (Cs) et obtient l'investiture pour un cinquième mandat le 3 juillet suivant, par 42 voix pour, 37 contre et 5 abstentions lors du deuxième tour de vote.

## Désignations

### Sénateurs autonomiques
Lors de la session plénière du 20 juillet 2015, les Cortes de Castille-et-León ont désigné trois sénateurs qui représentent la communauté autonome au Sénat espagnol.
- Juan José Lucas du PP
- Ignacio Cosidó Gutiérrez du PP
- Óscar López Águeda du PSOE

Óscar López est remplacé par Antidio Fagúndez Campo en décembre 2018.